# Dysphania (vlinders)
Dysphania is een geslacht van kleurrijke vlinders uit de familie Geometridae. Ze hebben meestal een vleugelwijdte van 5-8,5 cm en zijn daarmee relatief groot voor soorten binnen deze familie.
De meeste soorten vliegen overdag.

## Synonieme geslachtnamen
- Deileptena Guérin-Méneville, 1831
- Euschema Hübner, 1819
- Hazis Boisduval, 1832
- Heleona Swainson, 1833
- Pareuschema Thierry-Mieg 1905
- Polenivora Gistl, 1848

## Soorten
- D. alloides Prout, 1916
- D. andamana Moore, 1887
- D. andersonii Moore, 1886
- D. ares Weymer, 1885
- D. auroguttata Warren, 1902
- D. azurea Bastelberger, 1904
- D. bellona Walker, 1854
- D. bivexillata Prout, 1912
- D. cancellata Bastelberger, 1904
- D. centralis Rothschild, 1901
- D. contraria Walker, 1864
- D. cuprina Felder, 1874
- D. cyane Cramer, 1980
- D. deflavata Warren, 1904
- D. discalis Walker, 1854
- D. electra Weymer, 1885
- D. endoleuca Prout, 1917
- D. fenestrata Swainson, 1833
- D. flavidiscalis Warren, 1895
- D. flavimargo Warren, 1902
- D. fruhstorferi Röber, 1895
- D. glaucescens Walker, 1861
- D. goramensis Bastelberger, 1905
- D. hyperedys Prout, 1916
- D. imperialis Warren, 1902
- D. interrupta Bastelberger, 1905
- D. jessica Swinhoe, 1908
- D. latiplaga Warren, 1902
- D. longimacula Semper, 1902
- D. magnifica Swinhoe, 1900
- D. malayanus Guérin-Meneville, 1843
- D. melleata Warren, 1902
- D. militaris Linnaeus, 1758

- D. minervaria Guenée, 1857
- D. nelera Swinhoe, 1891
- D. numana Cramer, 1779
- D. palestraria Guenée, 1858
- D. palmyra Stoll, 1790
- D. patula Walker, 1864
- D. percota Swinhoe, 1891
- D. pilosa Butler, 1878
- D. plena Walker, 1856
- D. poeyii Guérin-Meneville, 1831
- D. porphyroides Prout, 1917
- D. prunicolor Moore, 1879
- D. sagana Druce, 1882
- D. snelleni Pagenstecher, 1886
- D. subrepleta Walker, 1854
- D. tentans Walker, 1864
- D. transducta Walker, 1861
- D. translucida Montrouzier, 1856
- D. tyrianthina Butler, 1882